# Château des Étournelles
Le château des Étournelles est situé sur la commune de Breuil-le-Sec, dans le département de l'Oise.

## Historique
Le monument fait l’objet d’une inscription au titre des monuments historiques depuis le 27 décembre 2004.
Le jardin des Étournelles est créé par Louis-Sulpice Varé en 1851.